# Punta Santner
Meta di scalatori e simbolo dell'Alpe di Siusi, nonché uno dei profili più caratteristici delle Dolomiti, sovrasta il paese di Siusi.

## Descrizione
La punta Santner (Santnerspitze) denominata anche punta Sciliar è una guglia dolomitica alta 2.414 metri, parte terminale del massiccio dello Sciliar, formato dalla punta Euringer (2.394 metri), monte Castello o Burgstall (2.515 metri) e dal monte Pez, la cima più elevata (2.563 metri) sull'altipiano dello Sciliar.
Fino al 7 luglio 1880 la punta si chiamava punta del Diavolo o punta Grande di Razzes, ma dopo la prima salita di Johann Santner, la guglia prese il suo nome.

### Punta Euringer
La torre vicina deve il nome al primo scalatore Gustav Euringer, proveniente da Augusta, che ha raggiunto la vetta nel 1884 insieme a G. Battista Bernhard.

## Galleria d'immagini

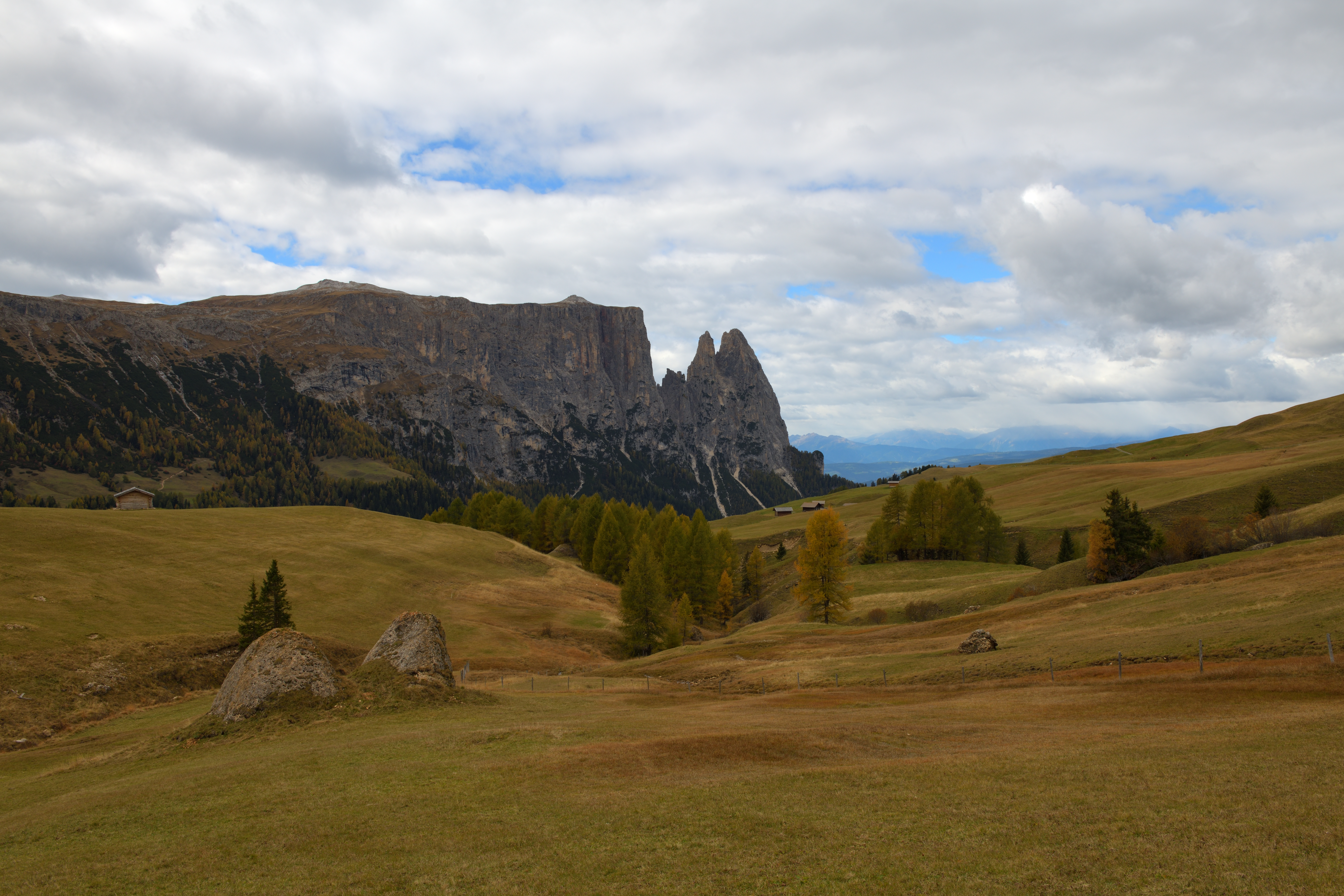
Vista dall'Alpe di Siusi.
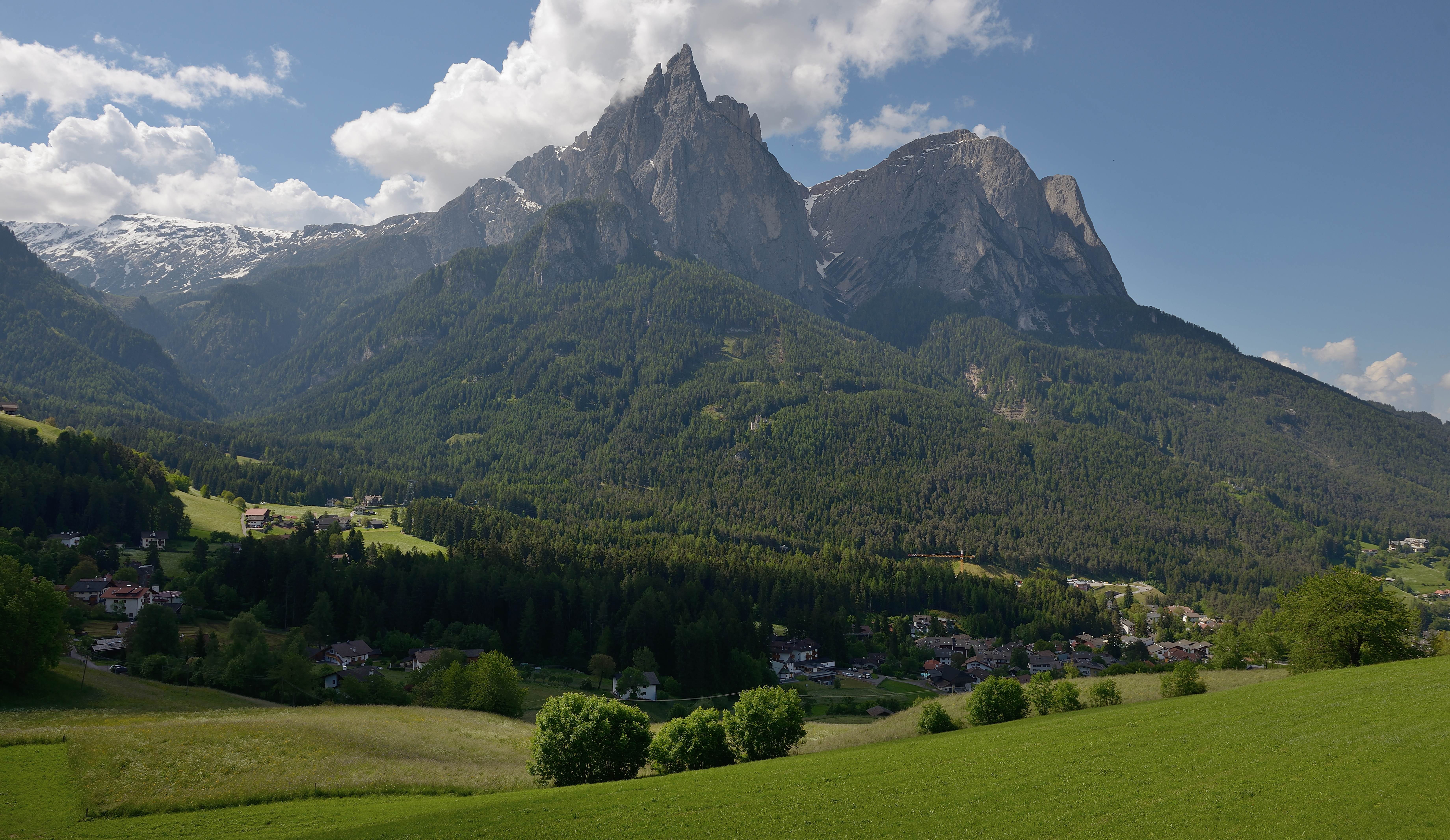
Punta Santner vista da Siusi.
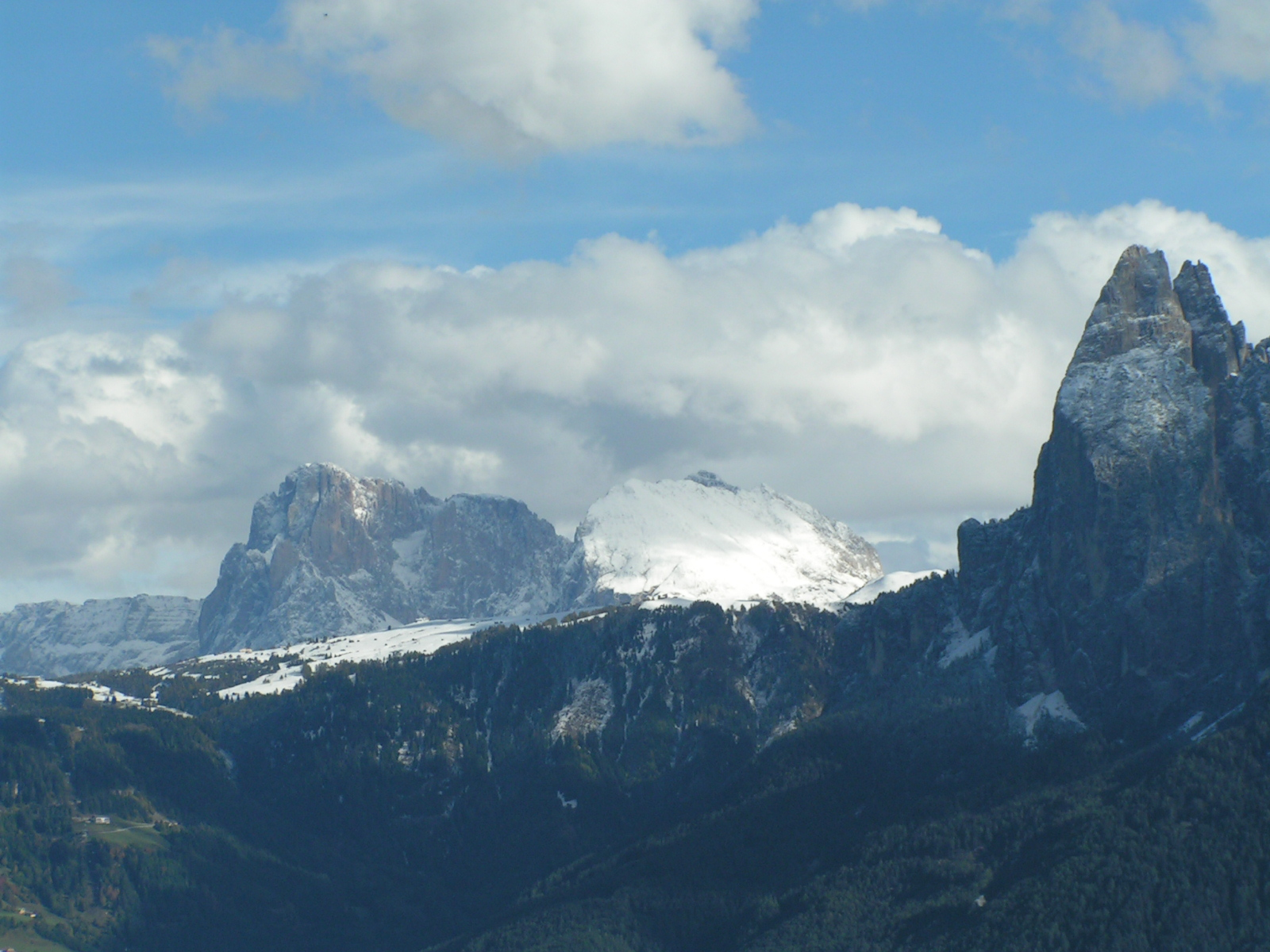
Aspetto invernale con vista su Sassopiatto e Sassolungo.
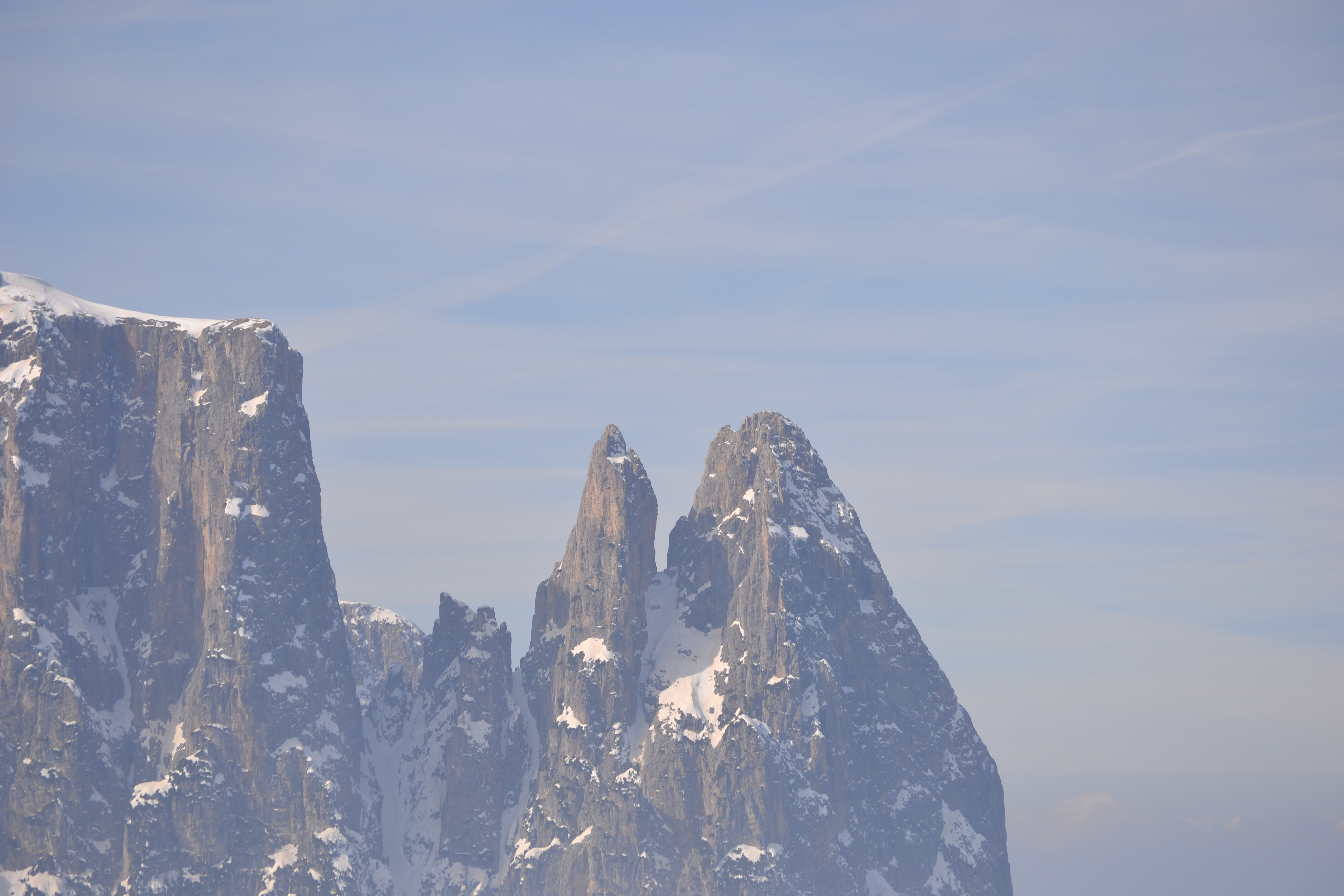
Punta Euringer - Punta Santner
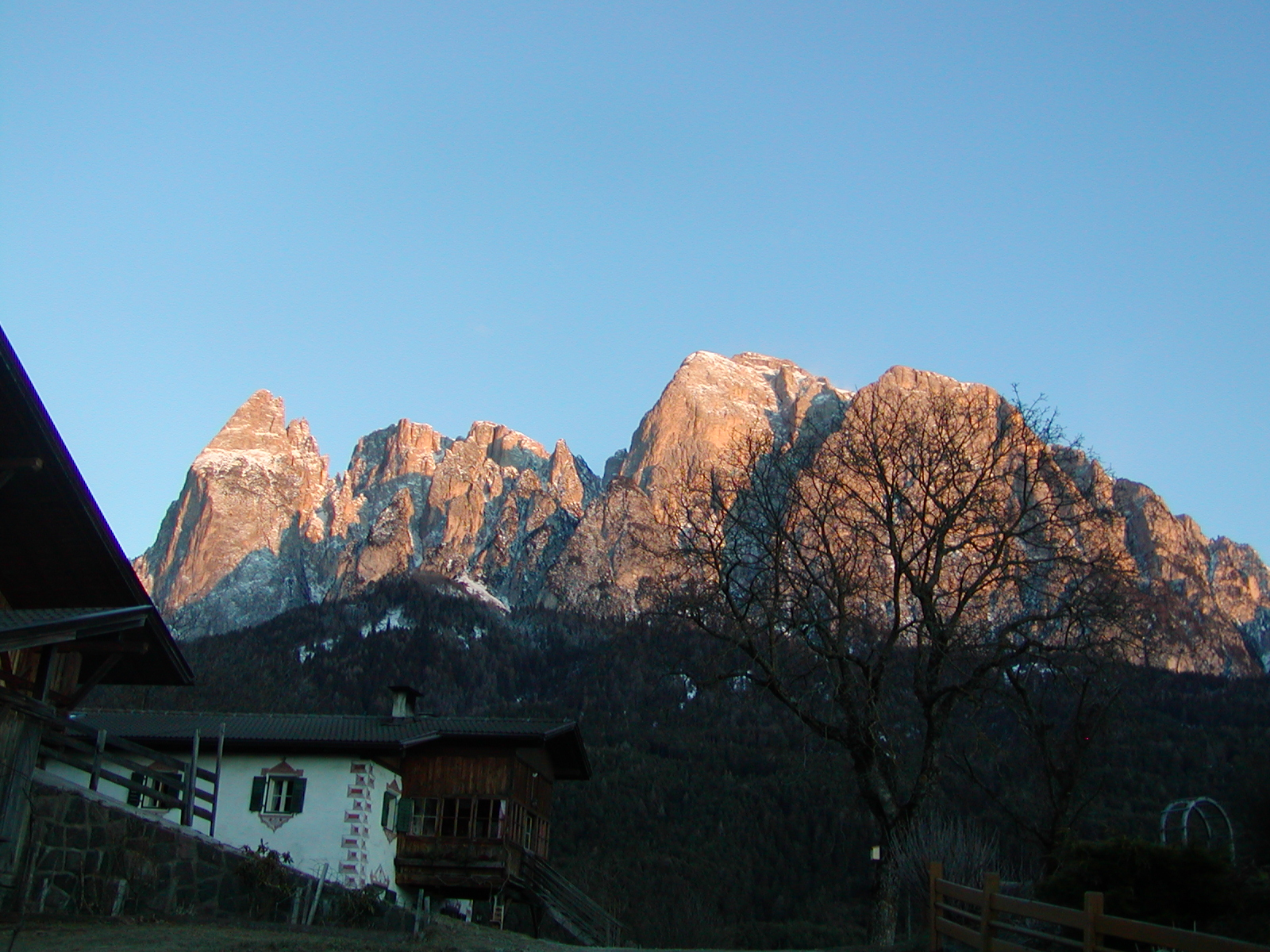
Al tramonto.